# Göta kanalleden
Göta kanalleden is een landelijke lusvormige
langeafstandsfietsroute in Zweden. De route start en eindigt in Karlstad en volgt het Götakanaal. Het traject is bewegwijzerd in twee richtingen met de naam en het nummer 7 en is onderdeel van de nationale fietsroutes van Zweden. 
In 2025 is de route op de Fiets en Wandelbeurs verkozen tot mooiste fietsroute.

## Traject
De route start in Sjötorp en voert door het landschap Västergötland. In Sjötrop kan worden aangesloten op de EuroVelo EV7 Route van de Zon en de landelijke route Vänerleden. De route is genoemd naar het Götakanaal welke het Vänermeer bij Sjötorp verbindt met de Oostzee bij Söderköping.
Bij Karlsborg wordt het Vättermeer bereikt waar het kanaal doorheen gaat. Dit meer wordt per veerboot overgestoken naar Motala. Nu wordt het landschap Östergötland doorkruist.
In eindpunt Söderköping kan worden aangesloten op de EuroVelo EV10 Oostzeeroute.

## Aansluitingen met Europese routes
- In Sjötorp kan worden aangesloten op de EuroVelo EV7 Route van de Zon.
- In Söderköping kan worden aangesloten op de EuroVelo EV10 Oostzeeroute.

## Aansluitingen met andere routes
- In Sjötorp kan worden aangesloten op de landelijke route Vänerleden.
- Diverse regionale routes in Zweden.